# Washington Benavidez

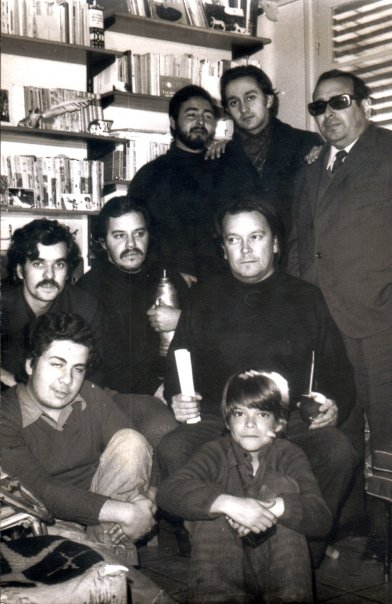
Washington Benavidez (mittlere Reihe, rechts) mit Mitgliedern der Grupo de Tacuarembó

Washington Benavidez, auch als Washington Benavides geführt, (* 3. März 1930 in Tacuarembó, Uruguay; † 24. September 2017) war ein uruguayischer Schriftsteller, Dozent, Übersetzer, Literaturkritiker und Radiomoderator.

## Leben
Benavidez lehrte als Dozent für Literatur an der Fakultät für Geistes- und Erziehungswissenschaften (FHCE) der Universidad de la República (UdelaR), Departamento de Letras Modernas y Contemporáneas. Er war Koordinator von Seminaren des Uruguayischen Bildungs- und Kulturministeriums (MEC) und als Dozent auch an der Escuela Universitaria de Música tätig.
In den 1950er Jahren war er Mitarbeiter der Zeitschrift Asir. Beim Sender CX 30 Radio Nacional führte er von 1977 bis 1997 durch das Musikprogramm.
Benavidez übersetzte zahlreiche Schriftsteller wie beispielsweise Oswald de Andrade, Carlos Drummond de Andrade, Gregorio de Mattos, Affonso Romano de Sant’Anna und João Guimarães Rosa. Auch als Kritiker war er umfangreich tätig. Als Buchautor – er debütierte 1955 mit dem satirischen Poesie-Werk Tata Vizcacha, dessen Ausgaben von ultrarechten Gruppen vernichtet wurde – hat er zahlreiche Gedichtbände, den Roman Biografía de Caín, mit Moscas de provincia eine Sammlung von Geschichten und überdies weitere literarische Werke als Teil von Anthologien publiziert. Dafür wurde er vielfach ausgezeichnet und erhielt mehrfach die Preise des Bildungs- und Kulturministeriums Uruguays sowie der Intendencia Municipal von Montevideo (IMM). Auch den Premio Bartolomé Hidalgo bekam er zweimal verliehen. Benavidez gehörte auch der aus Dichtern und Musikern des Departamentos Tacuarembó bestehenden Grupo de Tacuarembó an. Während der Militärdiktatur wandte er sich verstärkt der Musik zu.
Seine Texte fanden zudem Verwendung in Aufnahmen zahlreicher Künstler wie beispielsweise Abel García, Eduardo Darnauchans, Washington Carrasco und Cristina Fernández, Jorge Galemire, Numa Moraes, Los Zucará, Los Olimareños, Laura Canoura, Pablo Estramín, Omar Romano, Daniel Viglietti, Alfredo Zitarrosa, Eduardo Larbanois und Mario Carrero, Tacuruses und Grupo Vocal Universo.
Benavidez war der Onkel des Sängers Carlos Benavídes.

## Werke
- 1955: Tata Vizcacha
- 1959: El poeta
- 1963: Poesía
- 1965: Las milongas
- 1966: Antología de la poesía uruguaya contemporáneo, Anthologie
- 1967: 36 años de poesía uruguaya, Anthologie
- 1967: Los sueños de la razón
- 1968: Poemas de la ciega
- 1970: Historias
- 1972: Giovanni poeti sudamericani, Anthologie
- 1975: Hokusai
- 1978: Fontefrida
- 1981: Murciélagos
- 1985: Finisterre
- 1986: Fotos
- 1990: Tía Cloniche
- 1990: Antología crítica de la poesía uruguaya - 1900/1985, Anthologie
- 1991: Lección de exorcista
- 1993: El molino y el agua
- 1994: La luna negra y el profesor
- 1995: Moscas de provincia, Erzählungen, Ediciones de la Banda Oriental
- 1995: Antología Plural de la Poesía Uruguaya Contemporáneo als Autor der Anthologie gemeinsam mit Sylvia Lago und Rafael Courtoisie
- 1995: Los restos del mamut
- 1996: Ruptures, Anthologie
- 1997: La mejor poesía, Anthologie
- 1998: Encuentri Poetas del Mundo, Anthologie
- 1998: Poésie Uruguayenne du XX. siècle, Anthologie
- 1998: Canciones de Doña Venus
- 1999: Historias (Ausgabe unter Hinzufügung neuer Texte)
- 2000: El mirlo y la misa
- 2000: Los pies clavados
- 2001: Poesía en la floresta, Anthologie
- 2001: Biografía de Caín, Roman, Ediciones de la Banda Oriental
- 2003: Amorsecos, Ediciones de la Banda Oriental
- 2004: Un viejo trovador, Ediciones de la Banda Oriental
- 2005: Dracmas, Edición.S.M.U
- 2007: Cuentos uruguayos, Ed. Popular
- 2007: Amarili y otros poemas, Ediciones de la Banda Oriental

## Auszeichnungen
- 1959: Preis des MEC für El poeta
- 1963: Preis der IMM für Poesía
- 1965: Preis des MEC für Las milongas
- 1967: Preis des MEC für Los sueños de la razón
- 1968: Preis der IMM für Poemas de la ciega
- 1988: Preis der IMM, Preis des MEC und Premio Bartolomé Hidalgo für Fotos
- 1990: Preis der IMM und Premio Bartolomé Hidalgo für Lección de exorcista
- 1990: Preis der IMM für El molino y el agua
- 1993 bzw. 1994: Preis der IMM und Preis des MEC für La luna negra y el profesor
- 1999: Preis des MEC für Canciones de Doña Venus
- 2000: Preis des MEC für El mirlo y la misa